# Záhorce
Záhorce jsou obec v okrese Veľký Krtíš v Banskobystrickém kraji na Slovensku. Leží ve východní části Ipeľské kotliny v údolí Krtíše přibližně 15 km severnovýchodně od okresního města. Žije zde 669 obyvatel.
První písemná zmínka o obci pochází z roku 1236. V obci se nachází jednolodní toleranční evangelický kostel s představěnou věží z roku 1781.